# 富壽省
富壽省（越南语：／）是越南東北部的一個省，省莅越池坊。

## 地理
富寿省东接河内市，西接山罗省，北接宣光省，西北接老街省。

## 歷史

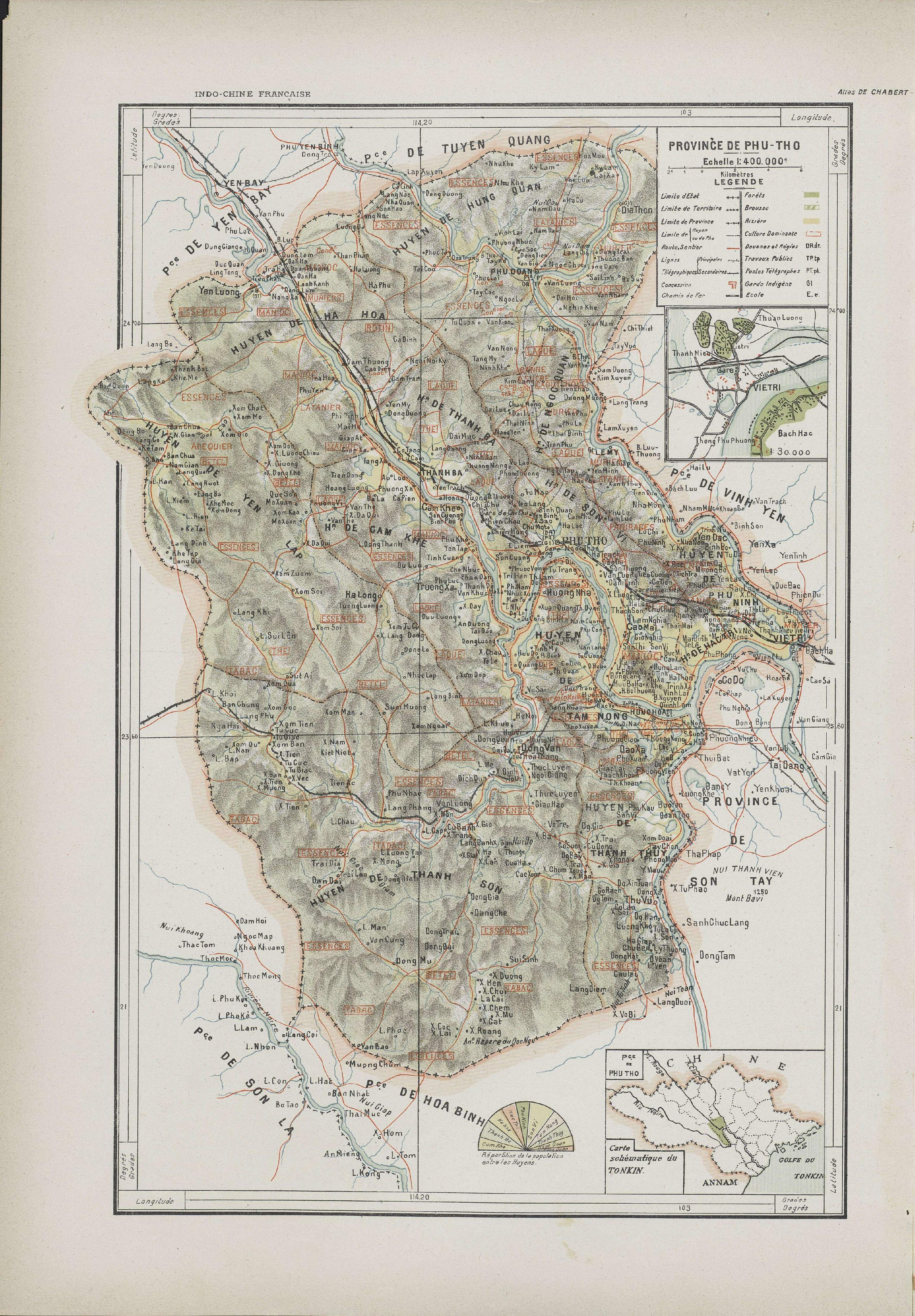
法属印度支那时期的富壽省地图

1948年1月25日，第十战区和第十四战区合并为第十联区。富寿省划归第十联区管辖。
1949年11月4日，第一联区和第十联区合并为越北联区。富寿省随之划归越北联区管辖。
1956年7月1日，越南政府撤销越北联区，设立越北自治区。富寿省划归越南中央政府直接管辖。
1957年7月22日，鹤池县越池市镇和永福省永祥县白鹤市镇合并为越池市社，隶属富寿省，下辖3区庯。
1960年1月2日，鹤池县正义社、泷泸社、徵王社3社划归越池市社管辖。
1962年6月4日，鹤池县并入越池市社，越池市社改制为越池市。
1968年1月26日，永福省和富寿省合并为永富省，省莅越池市。
1977年7月5日，三农县和清水县合并为三清县，安立县、锦溪县和夏和县10社合并为洮江县，夏和县、端雄县、青波县和扶宁县7社合并为泸江县，临洮县和扶宁县合并为峰州县，扶宁县2社、临洮县1社和永祥县2村划归越池市管辖，青波县1社划归富寿市社管辖。
1980年12月22日，洮江县析置安立县，泸江县分设为端雄县和青和县，泸江县4社划归峰州县管辖。
1995年10月7日，洮江县10社划归青和县管辖，青和县分设为青波县和夏和县。
1996年11月6日，永富省重新分设为永福省和富寿省；富寿省下辖越池市、富寿市社、夏和县、青波县、端雄县、洮江县、安立县、清山县、三清县、峰州县1市1市社8县，省莅越池市。
1999年7月24日，峰州县分设为临洮县和扶宁县，三清县分设为三农县和清水县。
2002年4月8日，洮江县更名为锦溪县。
2003年4月1日，扶宁县1市镇、临洮县1社和青波县1村部分区域划归富寿市社管辖。
2004年10月14日，越池市被评定为二级城市。
2006年11月10日，临洮县3社和扶宁县2社划归越池市管辖。
2007年4月9日，清山县析置新山县。
2008年5月29日，河西省巴位县1社划归越池市管辖。
2010年12月29日，富寿市社被评定为三级城市。
2012年5月4日，越池市被评定为一级城市。
2025年7月1日和原永福省及原和平省合併。

## 行政區劃
富壽省曾下轄越池市1市，富壽市社1市社，錦溪縣、端雄縣、夏和縣、臨洮縣、扶寧縣、三農縣、新山縣、青波縣、清山縣、清水縣、安立縣11县，2025年，和平省、永福省并入富寿省，县级行政区划撤销，富寿省现下辖15坊、133社，省人民委员会驻地在越池坊。

## 教育
截至2022年，富寿省共有本科高校2所，专科院校5所及一所民族预科学校，雄王大學是富壽省第一所本科院校，此外亦有越南工贸部主管的越池工业大学。

## 外部連結
- 富壽省电子信息门户网站（越南文）